# Àretes IV Filòpatris
Àretes IV (en àrab: الحارث, al-Ḥāriṯ; en grec antic: Αρέτας; en llatí: Aretas), de sobrenom Filòpatris (en arameu nabateu, רחם עמה; en grec antic: Φιλόπατρις, 'que estima la pàtria'), fou rei nabateu d'Aràbia Pètria (9 aC-40 dC). Fou sogre d'Herodes Antipas de Judea.
Herodes Antipes va repudiar a la seva dona per poder-se aparellar incestuosament amb Heròdies, la dona del seu germà Herodes Filip. En represàlia, Àretes va fer la guerra al seu gendre i el va derrotar. Herodes va demanar ajut a Roma i Vitel·li, governador de Síria, va rebre l'ordre de castigar Àretes i va marxar contra Petra, però pel camí es va assabentar de la mort de Tiberi (37) i va cancel·lar l'expedició. L'any 31 Àretes encara dominava Damasc. Aquest Àretes és esmentat com a sobirà d'un dels territoris creuats per Eli Gal, en temps d'August.